# Criza venezueleană din 1902–1903
Criza venezueleană din 1902–1903 a fost o blocadă navală impusă Venezuelei de Regatul Unit, Germania și Italia din decembrie 1902 până în februarie 1903, după ce președintele Cipriano Castro a refuzat să plătească datoria externă și paguble suferie de citățenii europenei în ultimele războaie civile din țară. Castro a crezut că, în conformitate cu Doctrina Monroe americană, SUA avea să intervină ca să prevină o acțiune militară europeană. Cu toate acestea, în acele momente, președintele SUA Theodore Roosevelt și Departamentul de Stat au considerat că doctrina se aplică mai degrabă în cazul ocupării unor teritorii americane de către europenei, ceea ce nu părea că era cazul. Cum puterile europene oferiseră promisiuni că nu vor trece la ocuparea de teritorii, SUA s-a declarat în mod oficial neutre și au permis insituirea blocadei fără vreo obiecție. 
Blocada a scos rapid din funcțiune mica flotă militară venezueleană, dar Castro a refuzat să cedeze și, în schimb, a fost de acord ca să accepte arbitrajul internațional în anumite chestiuni, soluție pe care o respinsese până atunci. Germania nu a fost de acord cu aceasă soluție, considerând că anumite cereri trebuie acceptate de Venezuela fără arbitraj. 
Președintele Roosevelt i-a forțat pe germani să renunțe la cererile maximaliste prin trimiterea unei forțe navale importante sub comada amiralului George Dewey, amenințând că va intra în război de partea venezuelenilor în cazul în care forțele germane ar fi debarcat. În condițiile în care Castro refuza să cedeze, guvernul american făcea presiuni diplomatice, iar presa americană și britanică avea reacții negative în acest caz, națiunile participante la blocadă au fost de acord să accepte un compromi, dar au mențiut blocada pe toată perioada negocierilor. Un acord final s-a semnat pe 13 februarie 1903 – Venezuela a cedat 30% din veniturile din taxele vamale pentru stingerea datoriilor, iar blocada a fost ridicată.
Când Curtea Permanentă de Arbitraj de la Haga a acordat mai târziu un tratament preferențial puterilor care organizaseră blocada în defavoarea pretențiilor altor națiuni, SUA s-a alarmat, temându-se că acest lucru ar încuraja o viitoare intervenție europeană. Acest episod a contribuit la apariția Consecinței Roosevelt la Doctrina Monroe, prin care era revendicat dreptul SUA să intervină pentru stabilizarea economiilor micilor state din Caraibe și America Centrală când acestea nu ar fi mai avut capacitatea să își plătească datoriile externe, pentru ca să împiedice intervenția puterilor europene în regiune. 

## Contextul general

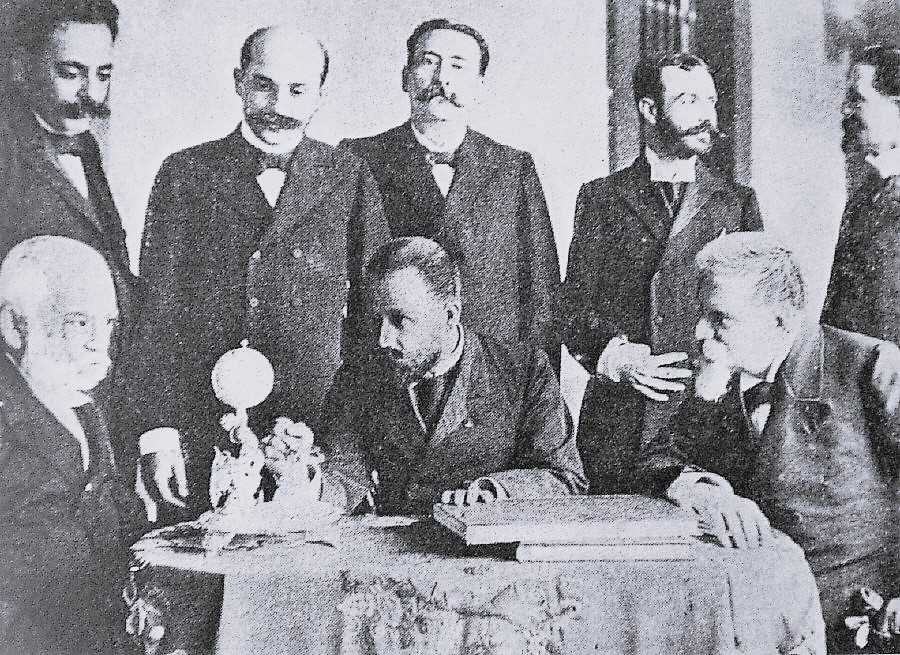
Cipriano Castro și cabinetul său de criză din 1902

La începutul secolului al XX-lea, afaceriștii germani dominau sectorul importului și exportului venezuelan și parțial sistemul bancar. Cei mai mulți dintre ei însă, aveau o influență redusă la Berlin. Influență politică aveau în schimb industriașii și bancherii, inclusiv cei care lucrau în domeniul construcțiilor de căi ferate. Frământările revoluționare din ultimul deceniu al secolului al XIX-lea din Venezuela a adus pierderi afaceriștilor germani, aceștia trimițând la Berlin numeroase pângeri și cereri pentru protecție. Problemele afaceriștilor străini s-au acutizat în mod special în timpul războiului civil din 1892, care avea să îl aducă la putere pe Joaquín Crespo. În timpul acestui conflict, practic țara nu a fost practic lipsită de guvern, iar în noul război civil din 1898 au avut loc noi rechiziții forțate și estorcări. În 1893, ambasadorii francez, spaniol, belgian și german în Caracas au căzut de acord că doar printr-o acțiune comună se poate obține rezolvarea problemelor rezultate din războiul civil din 1892.
Investițiile germane în Venezuela erau mult cu mult mai puțin importante decât cele din Argentina sau Brazilia, dar Gran Ferrocarril de Venezuela a Krupp, cu o valoare de piață de 60 de milioane de mărci-aur, era „individual, unul dintre cele mai valoroase proiecte germane din America de Sud”, și, în ciuda renegocierii condițiilor de concesiune în 1896, plățile au fost neregulate după 1897 și s-au oprit în august 1901. În plus, Cipriano Castro, unul dintr-un șir de caudillos (dictatori militari) care au preluat cu forța funcția prezidențială, a oprit plățile pentru ratele datoriei externe după ce s-a instalat la putere în 1899. Regatul Unit avea motive de nemulțumire similare – împrumutase în 1881 Venzuelei aproape 15 milioane de dolari, iar datoria rămăsese neplătită.
În iulie 1901, Germania a sugerat prietenește Venezuelei să accepte arbitrajul internațional al Curtea Permanentă de Arbitraj din Haga. În perioada februarie-iuni 1902, ambasadorul britanic în Venezuela i-a trimis lui Castro șaptesprezece note cu probleme ridicate de guvernul de la Londra, dar nu a primit niciun răspuns. . Castro a crezut că, în conformitate cu Doctrina Monroe americană, SUA avea să intervină ca să prevină o acțiune militară europeană. Cu toate acestea, în acele momente, președintele SUA (septembrie 1901 – martie 1909) Theodore Roosevelt și Departamentul de Stat au considerat că doctrina se aplică mai degrabă în cazul ocupării unor teritorii americane de către europenei, ceea ce nu părea că era cazul. În iulie 1901, pe când era vicepreședinte, Roosevelt a spus „dacă oricare țară sud-americană se comportă greșit față deo țară europeană, lăsați țara europeană să îi tragă o palmă”, și a reafirmat această poziție în ședința Congresului din 3 decembrie 1901.

## Pregăirile

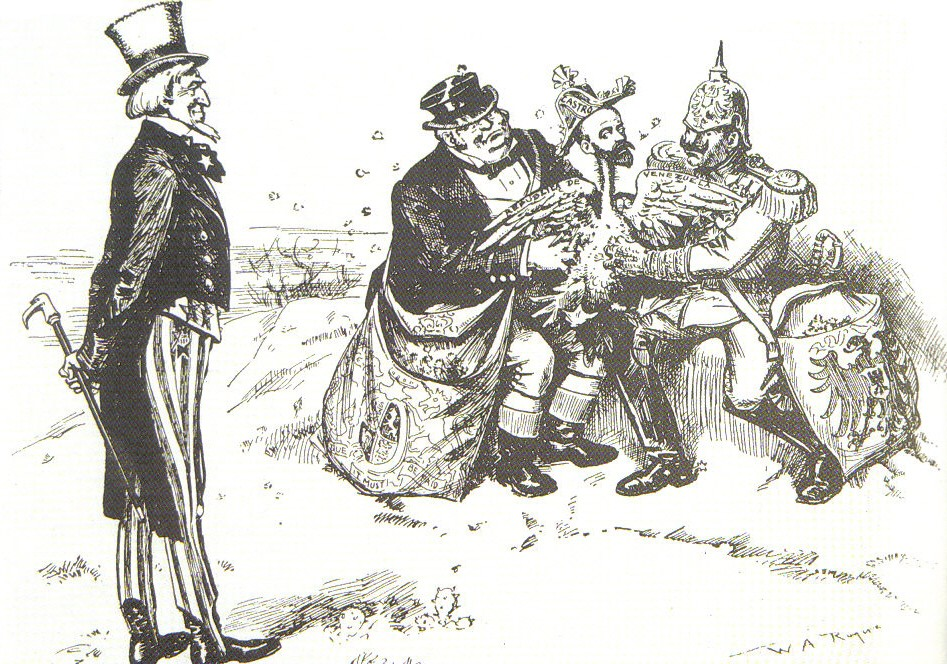
Caricatură de William Allen Rogers din New York Herald (ianuarie 1903). Gâsca „Republica Venezuela” cu chipul ui Cipriano Castro este jumulită de pene de reprezentantul brianic și german, iar Unchiul Sam privește binevoitor

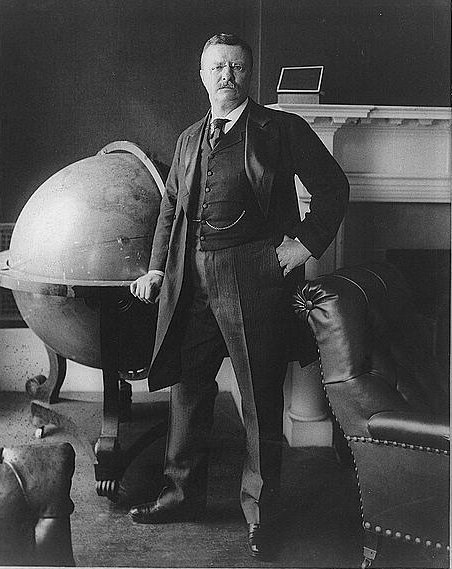
Președintele american Theodore Roosevelt (1903)

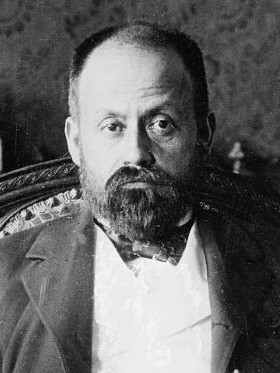
Președintele venezuelean Cipriano Castro (1903)

Încă nu este clar până în zilele noastre cum s-a format cooperarea anglo-americană în problema datoriilor Venezuelei și există opinii diferite cu privire la inițiatorul aceteia. Pe la mijlocul anului 1901, după ce dispăruse problema răscoalei boxerilor, cancelarul Bernhard von Bülow a hotărât să răspundă preocupărilor germanilor pentru Venezuela printr-o formă de intervenție militară. El a discutat cu reprezentanții marinei militare despre șansele de instituirea cu succes a unei blocade. Amiralul Otto von Diederichs s-a arătat interesat și a recomandat în plus ocuparea Caracasului, dacă blocada ar fi eșuat. Cu toate acestea, dezacordurile dintre membrii guvernului german cu privire la natura blocadei – dacă ar trebui să fie pacific s (care să permită trecerea navelor neutre) sau marțială (care să permită confiscarea lor) a provocat întârzieri, iar pe de altă parte, keiserul Wilhelm al II-lea nu era convins de utilitatea acțiunii militare. Cu toate acestea, la sfârșitul anului 1901, o cerere reînnoită de reparații a fost susținută de o demonstrație de forță a crucișătoarele SMS Vineta și SMS Falke, care au fost trimise în largul apelor venezuelene. În ianuarie 1902, kaiserul a impus o amânare a blocadei datorită izbucnirii unui nou război civil în Venezuela. Germanii au sperat ca la conducerea țării să vină un guvern nou, mai flexibil. Chestinuea a fost complicată de zvonurile care circulau cu insistență în SUA și Regatul Unit cu privire la intențiile Germaniei să ocupe Insula Margarita, pe care urma să o folosească ca bază navală în America de Sud. Până la urmă, după ce crucișătorul german SMS „Vineta” a vizitat insula, responsabilii germani au ajuns la concluzia că nu este potrivită pentru deschiderea unei baze navale, care ar fi fost vulnerabilă din cauza depărtării față de metropolă. La sfârșitul anului 1901, Ministerul britanic de externe a înceuput să fie îngrijorat de faptul că imaginea țării ar avea de suferit dacă nu se preocupă de apărarea intereselor propriilor cetățeni, în timp ce guvernul german se ocupa de intereselor supușilor kaiserului. Britanicii au încercat să afle părerea germanilor cu privire la o posibilă acțiune comună, dar Berlinul nu a răspuns inițial la tatonările Londrei. La începutul anului 1902, bancherii britanici și germani au colaborat pentru convingerea guvernelor lor să întreprindă acțiuni concrete pentru rezolvarea crizei datoriilor. Italienii, care suspectau că există planuri pentru recuperarea în forță a datoriilor, a încercat să se alăture celor două putere europene, dar germanii au refuzat să accepte. Participarea italienilor a fost acceptată de britanici „după ce Roma a subliniat cu viclenie că ar putea întoarce favorul în Somalia”. Ca urmare, italienii au trimis rapid crucișătorul Carlo Alberto spre Venezuela.

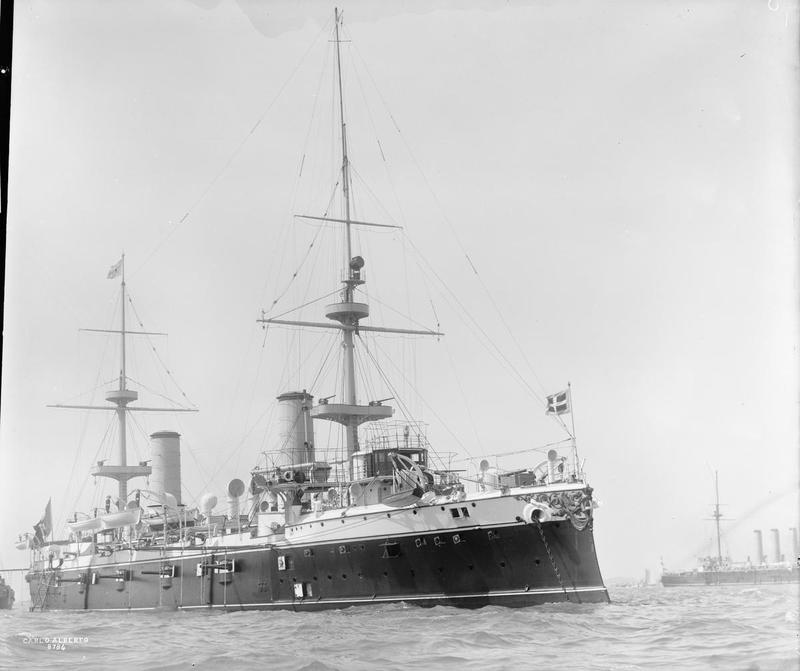
Crucișătorul italian Carlo Alberto

Castro a decis să sechestreze în iunie 1920 un vas britanic, The Queen, susținând că există suspiciunea că echipajul i-ar fi ajutat pe rebelii în timpul unei noi faze a războiului civil. Acest ultim fapt, la care s-a adăugat refuzul lui Castro să se angajeze în negocieri, a înclinat balanța în favoarea unei acțiuni în forță a britanicilor, cu sau fără cooperarea Germaniei. Până în iulie 1902, guvernul german își schimbase abordarea, fiind gata să accepte o acțiune comună, după ce, în timpul ultimei insurecții conduse de Manuel Matos, cetățenii germani și proprietățile lor au fost victime atât ai rebelilor cât și ai forțelor guvernamentale. Regatul Unit și Germania au căzut de acord la mijlocul lunii august ca să declanșeze o blocadă la sfârșitul anului. În septembrie, după ce nava rebelă haitiană Crête-à-Pierrot a deturnat o navă germană și a confiscat armele destinate guvernului haitian, Germania a trimis canoniera SMS Panther spre Haiti. Panther a descoperit vasul rebelilor și a somat echipajul să se predea. Amiralul rebel Hammerton Killick a refuzat să se supună ordinelor germanilor, a evacuat echipajul și, în timp ce era bombardat de tunurile de pe Panther, s-a aruncat în aer cu vas cu tot.
Au existat unele preocupări legate de reacția Statelor Unite la acțiunea germanilor în contextul Doctrinei Monroe, dar în ciuda faptului că Departamentul de Stat a descris distrugerea vasului haitian ca fiind „ilegală și excesivă”, guvernul SUA a aprobat acțiunea, iar ziarul New York Times a scris că „Germania a fost îndreptățită să facă puțină curățenie pe cont propriu”. În mod similar, ocuparea de către britanici a insulei Patos de la gura de vărsare al fluviului Orinoco, aflat între Venezuela și posesiunea britanică Trinidad și Tobago, părea că nu producea niciun fel de înfrijorare la Washington, deși, fiind o revendicare teritorială, se „era periculos de aproape de punerea la îndoială a Doctrinei Monroe”.
Pe 11 noiembrie, în timpul unei vizite a kaiserului Wilhelm făcute la Sandringham unchiului său, regele Eduard al VII-lea, a fost semnat un acord „imposibil de încălcat”, care lăsa totuși detaliile cheie nerezolvate dincole de primul pas al capturării canonierelor venezuelene. Acordul specifica că problemele cu Venezuela ar trebui soluționate spre satisfacția ambelor țări, împiedicând posibilitatea ca Venezuela să facă o înțelegere cu doar una dintre ele. Acordul a fost motivat și de temerile germanilor că britanicii se pueau retrage din acțiune, lăsând Germania expusă singură furiei Statelor Unite. Presa britanică a reacționat foarte critic la adresa acordului, ziarul Daily Mail scrind că Regatul Unit era acum „legat de un angajament să urmeze Germania în orice întreprindere sălbatică pe care guvernul german ar putea să o considere adecvată”. De-a lungul anului 1902, SUA au primit diferite semnala din Regatul Unit, Germania și Italia cu privire la intențiile de acțiune ale guvernelor acestor țări, oficialitățile americane declarând în mod repetat că, atâta vreme cât nu erau ocupate teritorii aparținând Venezuelei, SUA nu avea să se opună oricărei acțiuni. Ambasadorul britanic în Venezuela a subliniat necesitatea păstrării secretului planurilor, afirmând că, dacă ambasadoul american ar fi transmis secretele lui Castro, liderul venezuelean ar fi avut posibilitatea să își protejeze canorierele și să le retragă în amonte pe fluviul Orinoco.
Pe 7 decembrie 1902, atât Regatul Unit și Germania au trimis ultimatumuri Venzuelei, chiar dacă cele două puteri nu căzuseră încă de acord asupra naturii blocadei – una care să permită trecerea vaselor neutre, așa cum doreau germanii, sau una care să împiedice trecerea oricărui vas, după cum doreau britanicii. Germania a acceptat în cele din urmă forma cea mai dură a blocadei și, după ce venezuelenii nu au răspuns ultimatumurior, a fost impusă o blocadă neoficială pe 9 decembrie cu principalele vase ale Kaiserliche Marine din Marea Caraibilor: SMS Panther, SMS Falke, SMS Gazelle și SMS Vineta. Și Italia și-a prezentat propriul ultimatum pe 11 decembrie, care a fost respins la rândul lui de Venezuela. Venezuelenii au susținut că legile lor naționale sunt cele care reglemtează rezolvarea problemei și au spus că „așa-numita datorie externă nu ar trebui să fie și nu a fost niciodată o chestiune de discuție dincolo de garanțiile legale găsite în legea Venezuelei privind datoria publică”.

## Blocada

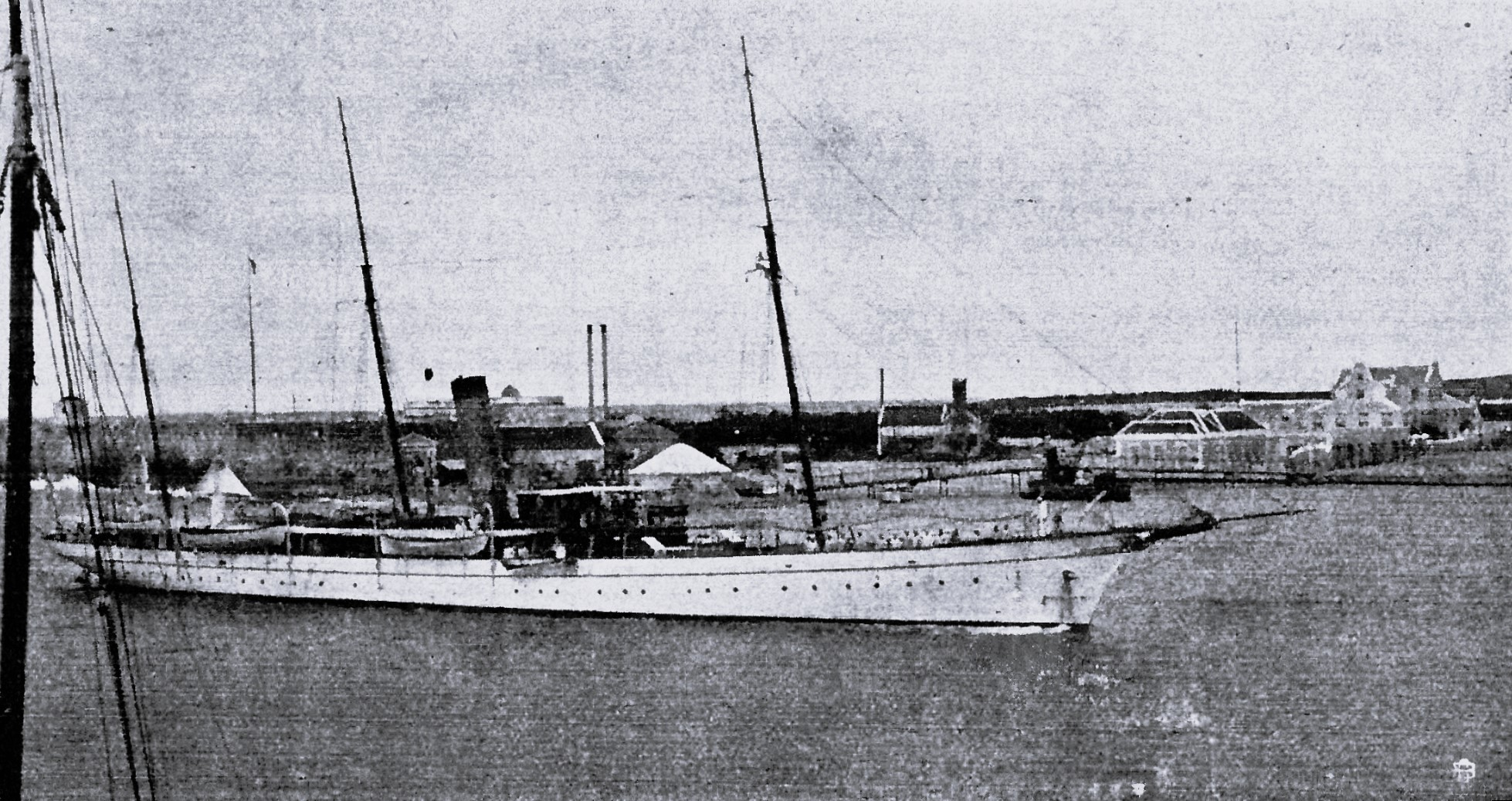
Restaurador în Curaçao

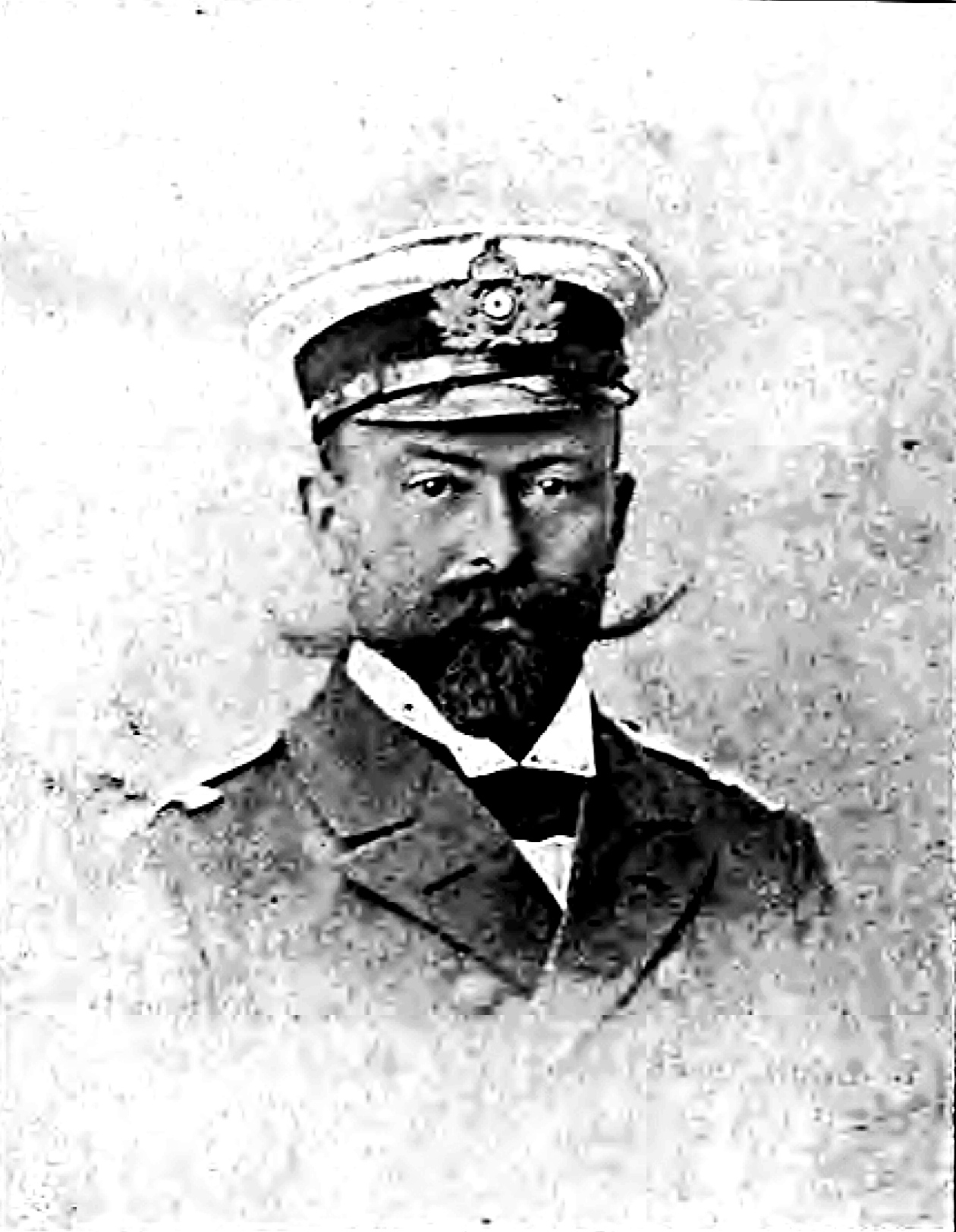
Comandantul Titus Türk (1902)

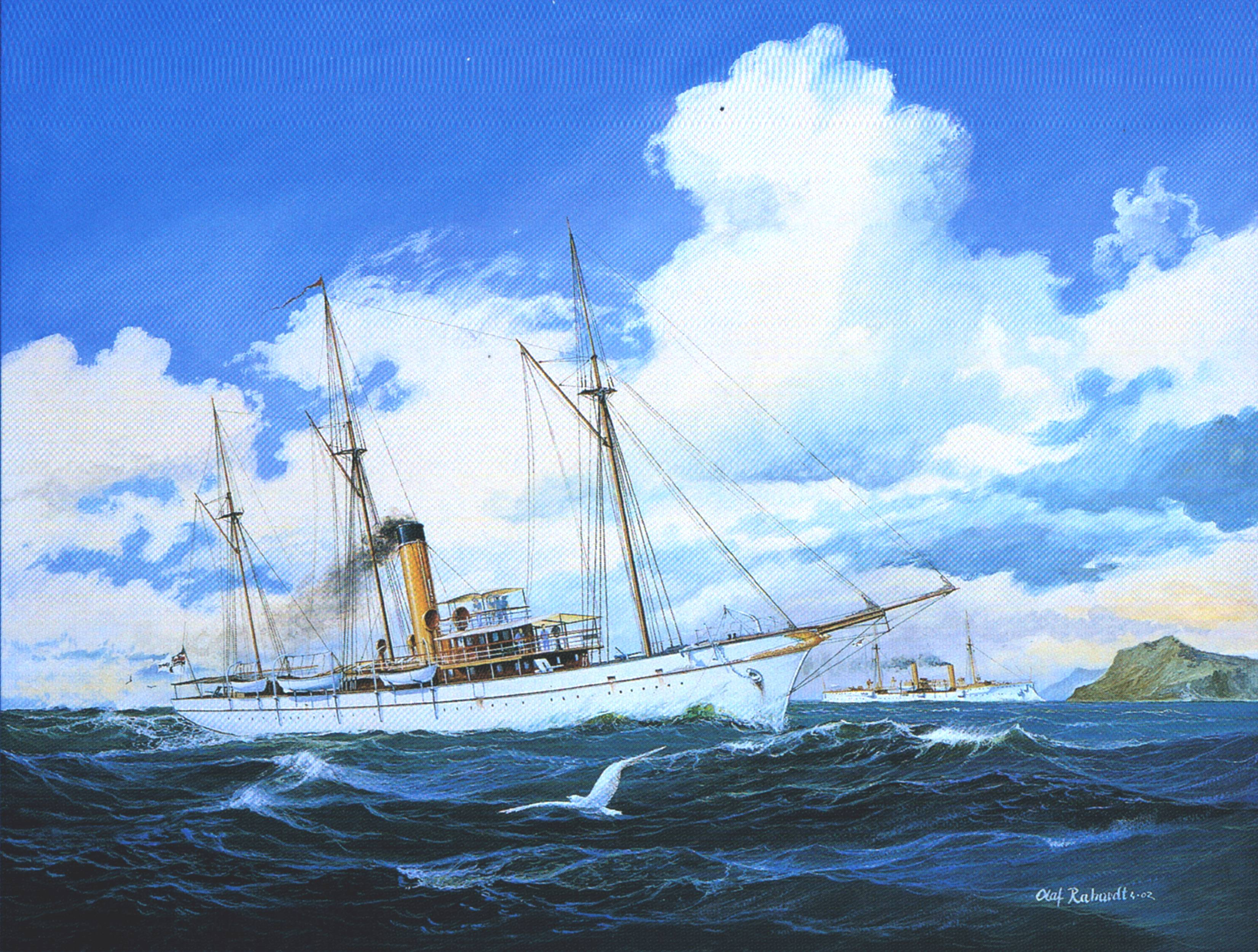
Restaurador, pictură de Olaf Rahardt

Contingentul naval german, care număra patru vase militare, a fost sub comanda operațională britanică, a cărui contingent era format din opt vase. Pe 11 decembrie 1902, Gazelle a abordat vechea canonieră Restaurador în portul Guanta. Canoniera, rebotezată SMS Restaurador a fost remorcată și echipajul acesteia a fost înlocuit cu marinari de Gazelle. Vasul a fost cedat Venezuelei pe 23 februarie 1903. În cele 75 de zile cât a fost sub comanda comandantului german Titus Türk, vasul a fost supus unor reparații ample și, când a fost returnat venezuelenilor, era în condiții mai bune decât în momentul capturății. 
Escadra Particular Service Squadron comandată de comodorul Robert A.J. Montgomerie includea sloopul HMS Alert și crucișătorul blindat HMS Charybdis. Un contingent naval italian a sosit pe 16 decembrie ca să sprijine blocada. Forța navală de blocadă au capturat patru vase militare venezuelene, echipajele acestora din urmă opunând o rezistență redusă. Practic, aceste vase au fost capturate pe parcursul a două zile. Germanii, care aveau capacitatea să remorcheze vasele până la Curaçao, au scufundat două vase venezuelene pe care le-au considerat nesigure. În schimb, Castro a ordonat arestarea a peste 200 de cetățeni britanici și germani din Caracas, determinând aliații să își desfășoare soldații pentru evacuarea propriilor cetățeni de pe continent. Ambasadorul american Herbert W. Bowen a negociat eliberarea tuturor cetățenilor străini. 
Pe 13 decembrie, după ce un vas comercial britanic a fost abordat, iar echipajul acestuia a fost arestat pentru scurtă vreme, britanicii au pretins să primească scuze și, după ce nu le-a fost satisfăcută cererea, au lansat un bombardament asupra fortului venezuelean Puerto Cabello. Vasul german SMS Vineta a sprijinit bombardamentul. În aceeași zi, britanicii și germanii au primit de la Washington o cerere din partea lui Castro pentru rezolvarea disputei prin arbitraj, dar puterile blocadei nu au apreciat soluția, considerând că soluțiile nu ar putea fi aplicate. În plus, oferta lui Castro a vizat inițial doar cererile provenite din războiul civil din 1898 și nu făcea nicio mențiune despre alte revendicări. Dacă Germania considera că aceste revendicări nu ar trebui să fie supuse arbitrajului, Londra era mai dispusă să accepte în principiu arbitrajul și a sugerat un compromis. Pentru că se temea de rezultatul unui arbitraj internațional, Londra a ales să treacă la o nouă fază, pentru ca să poată să negocieze de pe o poziție de forță. Ziua de 20 decembrie a fost aleasă pentru declanșării blocadei oficiale. Ca urmare a unei combinații a problemelor de comunicații și a unor motive practice de amânare, anunțul britanic al declanșării blocadei a fost făcut pe 20 decembrie, dar blocada germaă a portului Puerto Cabello a devenit efectiv doar pe 22 decembrie și a Maracaibo pe 24 decembrie.

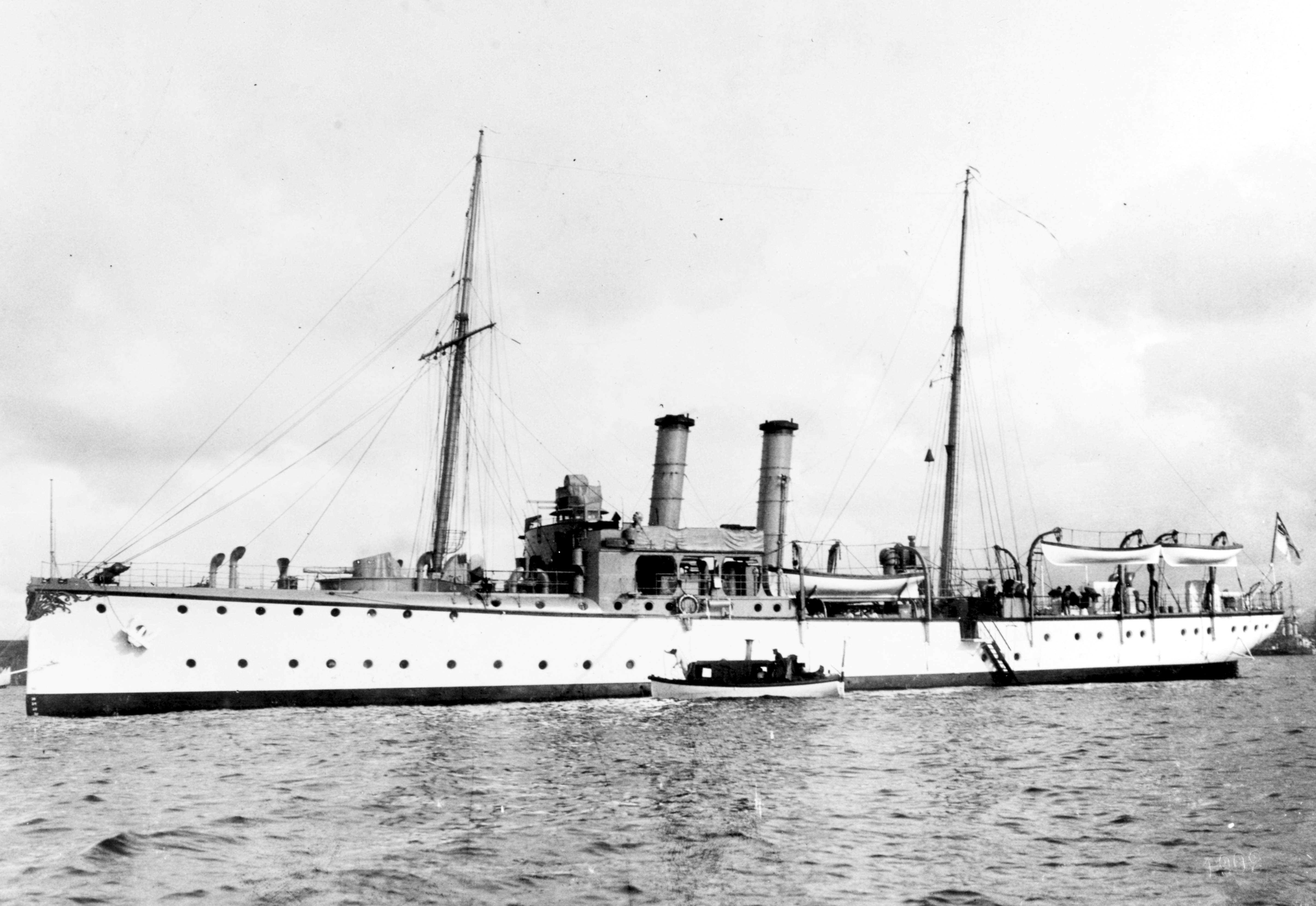
SMS Panther

În timp ce Regatul Unit și Germania cântăreau propunerile lui Castro, opinia publică nord americană devenea tot mai critică la adresa blocadei, iar în luarile publice de poziție a unor responsabili americani se aducea tot mai des vorba de prezența în zonă a flotei americane comandate de amiralul George Dewey, care efectua exerciții planificate de multă vreme în Puerto Rico. Nici guvernul britanic și nici presa londoneză nu considerau însă că există o posibilitatea serioasă ca flota americană să intervină în conflict. SUA au trimis, după ultimatumurile din decembrie în Venezuela, un observator ca să analizeze capacitățile defensive ale Venezuelei și, prin urmare, și-a reconfirmat credința că Marina SUA era capabilă să respingă o posibilă invazie germană. Publicarea „Cărții albe” a guvernului britanic, care făcea public caracterul înțelegerii „imposibil de încălcat” cu germanii, a înfuriat presa britanică, nu în ultimul rând pentru că legarea intereselor britanice de cele ale germanilor doar pentru un scop neimportant ca recuperarea unor datorii era considerată periculosă și inutilă. Această poziție critică a fost evidentă în poemul polemic al lui Rudyard Kipling „The Rowers (Vâslașii)”, publicat în The Times pe 22 decembrie ca răspuns la criză, în care se putea citi: „o făgăduială secretă pe care am făcut-o unui dușman deschis ... o rasă care ne-a nedrăptățit cel mai mult ... ca să-i ajutăm să facă presiuni pentru o datorie!”

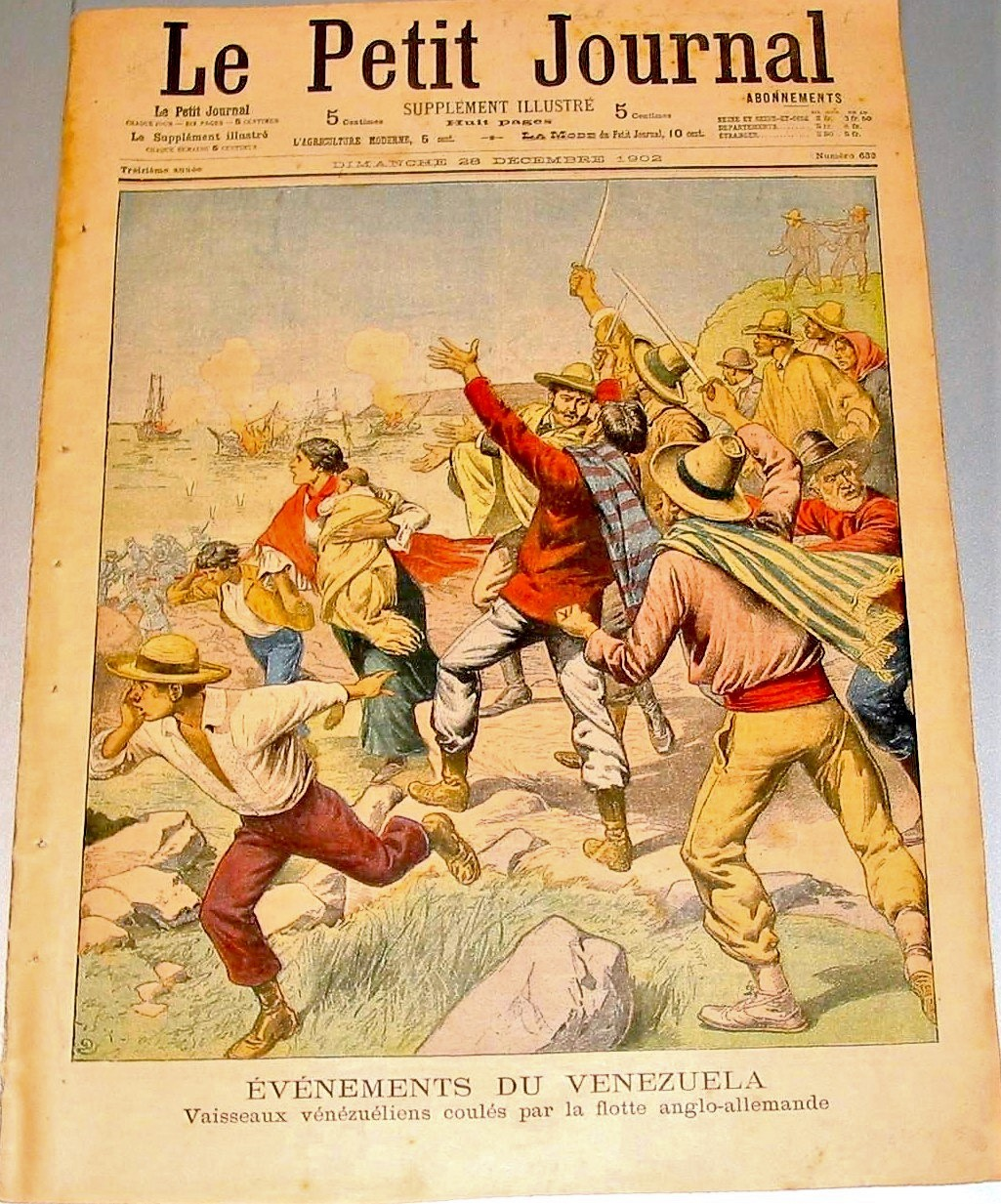
Prima pagină a ziarului Le Petit Journal cu ilustrarea blocadei orașului La Guaira, 1902

Marea Britanie le-a transmis neoficial Statelor Unite pe 17 decembrie că va accepta în principiu arbitrajul și că, în curând, și Germania va fi de acord, așa cum avea de altfel să o facă pe 19 decembrie. Refuzul lui Castro de a da înapoi lăsau puterilor blocadei puține opțiuni disponibile dată fiind existenței Doctrinei Monroe, ceea ce făcea ca orice ocupare a teritoriului venezuelean să fie problematică, chiar dacă ar fi fost temporară. În plus, reacțiile negative din presa britanică și americană au ridicat costurile intervenției, în special pentru Germania, ale cărei relații cu SUA erau mai delicate decât cele ale Regatului Unit. Germania s-a plasat la cârma Regatului Unit pe parcursul planificării și executării operațiunii și, după cum a observat ambasadorul britanic la Berlin, „Ideea arbitrajului nu le-a surâs, dar au acceptat-o de îndată ce am propus-o”. Paisprezece ani mai târziu (în timpul unei campanii prezidențiale în contextul Primului Război Mondial), președintele de atunci al SUA, Theodore Roosevelt, a afirmat că acceptarea de către Germania a arbitrajului a fost rezultatul amenințării sale cu atacarea navelor germane în apele venezuelene folosind forța navală comandată de amiralul Dewey. Nu a fost găsită nicio dovadă documentară care să confirme această afirmație. Cu toate acestea, în urma anunțului din 18 decembrie potrivit căruia flota SUA a Marinei va fi dispersată în porturile din Indiile Occidentale pentru Crăciun, ceea ce ar fi dus o parte a acesteia spre Trinidad, lângă coasta venezueleană, ambasada Germaniei la Washington a căutat să obțină lămuriri din partea guvernului SUA. 

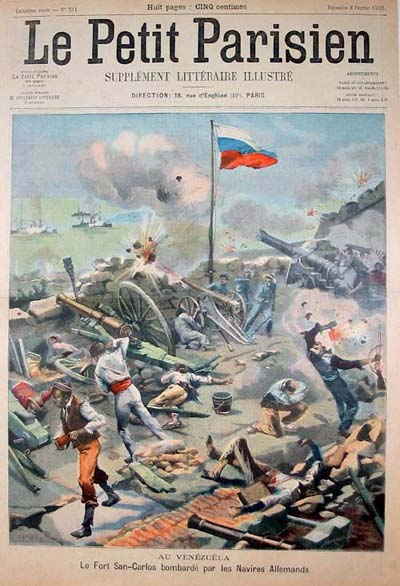
Prima pagină a ziarului "Le Petit Parisien" ilustrând bombardarea fortului San Carlos

Secretarul de stat a remarcat „am fost atât de aproape de o amenințare directă pe cât a fost posibil să ajungem la discuții diplomatice”. Roosevelt a pretins la un moment dat că Germania a avut intenția să ocupe un port venezuelean și să își stabilească o bază militară permanentă aici și că se știa sigur că ambasadorul german în Venzeuela era cunoscut pentru că ar fi avut asemenea ambiții. Cu toate acestea, devezile istorice sugerează că împăratul german nu a avut niciun interes pentru o astfel de acțiune și că motivațiile pentru intervenție s-au datorat în primul rând „insultei” lui Castro la adresa prestigiului german. Kaiserul nu a dat undă verede acțiunilor militare până când nu a fost sigur că Marea Britanie aveasă joace rolul principal.
În ianuarie 1903, în condițiile în care blocada nu era ridicată pe perioada desfășurării negocierilor, SMS Panther a încercat să intre în laguna orașului Maracaibo, care era un centru important pentru activitățile comerciale germene. Pe 27 ianuarie a avut loc un schimb de focuri cu fortul San Carlos, dar Panther s-a retras după o jumătate de oră, deoarece apa puțin adâncă au împiedicat vasul german să se apropie suficient de mult pentru ca să execute un tir eficient. Venezuelenii au proclamat o victorie, iar ca răspuns, comandantul german a trimis Vineta, dotată cu arme mai puternice, să dea un exemplu de neutitat. Pe 21 ianuarie, Vineta a bombardat fortul, pe care l-a incendiat și în cele din urmă distrus, ucigând și 25 de civili din orașul din apropiere. Această acțiune nu a fost aprobată de comandantul britanic, care avea ordine din partea Amiralității să nu se angajeze în acțiuni ofensive fără să se consulte în prealabil cu responsabilii politici de la Londra. Acest ordin nu a fost comunicat comandantului german, căruia i se spusese doar să execute ordinele comandantului britanic. Acest incident a pprovocat o „reacție negativă semnificativă în Statele Unite împotriva Germaniei”. Germanii au declarat că venezuelenii au deschis focul, lucru confirmat de britanici, care au declarat totuși că bombardamentul a fost „regretabil și inoportun”. Ministerul de externe german a afirmat că tentativa de incursiune a Panther în golful Maracaibo a fost motivată de dorința de asigurarea o blocadă eficientă a Maracaiboului, prin împiedicarea aprovizionării Maracaiboului peste granița columbiană învecinată. După acest eveniment, Roosevelt l-a informat pe ambasadorul Germaniei că amiralul Dewey avea ordine să fie gata să navigheze spre Venezuela din Puerto Rico după o oră de la primirea ordinului.

## Urmări

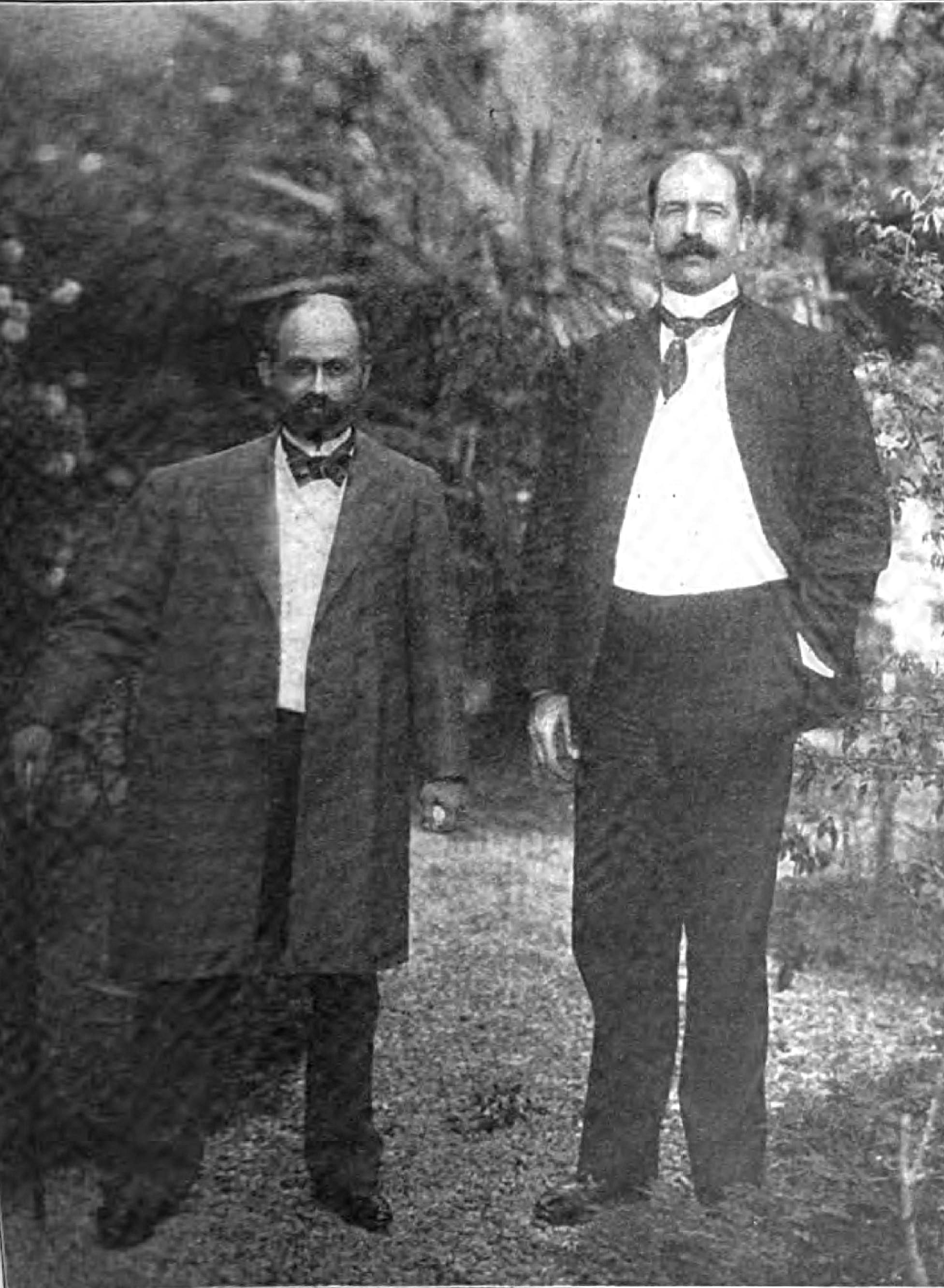
Cipriano Castro cu ambasadorul american Herbert W. Bowen, cel care a semnat Protocoalele de la Washington ca reprezentant al guvernului venezuelean, 1903

După ce au acceptat arbitrajul internațional, Regatul Unit, Germania și Italia au ajuns la o înțelegere cu Venezuela pe 13 februarie, fiind semante Protocoalele de la Washington. Venezuela a fost reprezentată de ambasadorul SUA în Caracas, Herbert W. Bowen. Datoriile Venezuelei erau foarte mari în raport cu venituril sale. Guvernul datora 120 de milioane de bolivari (datoria principală) și 46 de milioane în dobânzi. În plus, erau cerute 186 de milioane de bolivari ca daune de război. Venezuela avea un venit anual de 30 de milioane de bolivari. Înțelegerea a redus creanțele restant până la 150 de milioane de bolivari și a creat un plan de plată, care ținea seama de veniturile țării. Venezuela a convenit să cedeze 30% din veniturile sale vamale din cele două mari porturi ale sale (La Guaira și Puerto Cabello) națiunilor creditoare.  Fiecărei puteri i s-au oferit inițial 27.000 de dolari, Germaniei fiindu-i promisă o sumă de 340.000 de dolari plătită în următoarele trei luni. Blocada a fost ridicată în cele din urmă pe 19 februarie 1903. Acordurile de la Washington au prevăzut înființarea unei serie de comisii mixte pentru judecarea cererile împotriva Venezuelei (fiecare comisie fiind formată dintr-un reprezentant venezuelean, un reprezentant din națiunea reclamantă și un arbitru) ), iar acestea "au funcționat, cu câteva excepții, satisfăcător; hotărârile lor au fost acceptate și disputa a fost considerată în mare ca fiind soluționată ".
Cu toate acestea, națiunile participante la blocadă au cerut un tratament preferențial pentru sumele care li se cuveneau, pretenții pe care Venezuela le-a respins. Pe 7 mai 1903, un număr de zece puteri care trebuiau să primească bani de la guvernul Venezuelei, inclusiv Statele Unite, și-au prezentat pretențiile în cereri adresate Curții Permanente de Arbitraj  de la Haga. Hotărârea Curții de pe 22 februarie 1904 a dat dreptate puterilor participante la blocadă, acordâdu-le un tratament preferențial pentru plata pretențiilor lor bănești. Statele Unite nu a fost de acord cu decizia în principiu, temându-se că va încuraja puterile europene să intervină în statele americane pentru primirea unor avantaje asemănătoare. Criza a produs ceece este cunoscut cu numele de Corolarul Roosevelt al the Doctrinei Monroe, fiind prezetat în mesajul din 1904 a lui Theodore Roosevelt către Congres . Corolarul proclama dreptul Statelor Unite de intervenție pentru „stabilizarea” afacerilor economice ale statelor mici din Caraibe și America Centrală, când acestea nu ar fi putut să își plătească datoriile externe, pentru a împiedica intervenția europeană în acest sens. Criza din Venezuela și, în mod particular, hotărârea Curții de Arbitraj, a fost elementul cheie petru dezvotarrea Corolarului.

## Cedeți și:
- Cursa anglo-germană pentru înarmare navală